# HAWKS BASEBALL PARK
HAWKS BASEBALL PARK（ホークス・ベースボール・パーク）は、FOXスポーツ&エンターテイメントを中心に放送されていた日本プロ野球（NPB）公式戦中継・情報番組。放送上のタイトルには、上記の名称の前に西暦年を示す数字を付け加えていた。
本稿では、2013年 - 2019年のNPBシーズン中に放送されていたプロ野球中継・情報番組、BASEBALL CENTER（ベースボール・センター）についても触れる。

## 概要
福岡ソフトバンクホークス一軍の（日本シリーズを除く）主催全試合を中心に、2019年のパシフィック・リーグクライマックスシリーズまで完全生放送を実施していた。
BASEBALL CENTER時代の2014年までは、他球団の一軍主催試合も中継していた（後述）。2015年からホークス主催試合の中継に特化。2016年以降は、二軍におけるウエスタン・リーグの主催全試合も中継していた。

### 番組タイトルの変遷
- 2013年 - 2015年 : BASEBALL CENTER
- 2016年 - 2019年: （西暦）HAWKS BASEBALL PARK

### 2015年からの放送体制
番組制作をしていたFOX SPORTS ジャパンは、2014年12月16日の発表をもってビーエスFOX（FOXスポーツ&エンターテイメント）への番組配信提供を終了するとともに、FOXインターナショナル・チャンネルズ（現・FOXネットワークス）が単独でビーエスFOXへの番組配信提供を行うことになったこと や、オリックス主管試合が再びJ SPORTSへ、更にロッテはTBSニュースバード（現・TBS NEWS） に放送権がそれぞれ委譲になったことにより、2015年からはソフトバンク主管試合一本に絞って放送していた。
2016年からは、中継のタイトルを『20xx（西暦）HAWKS BASEBALL PARK』に変更したうえで、一・二軍とも全主催試合 を完全中継。原則として生放送であるが、二軍主催試合については1軍とは異なり、試合時間が重複する一部試合については当日のニアライブ・撮って出し録画中継となる。また2015年度は休止したプレゲーム番組を「ホークスTODAY」（J:COM 九州との共同制作）として復活し、原則として1軍主管試合の試合開始30分前から15分前まで、当日の試合直前の見所情報を解説者が伝えるか、スタメン発表、二軍戦のハイライト、試合会場で行われるイベントや球団からのお知らせなどを当日のベンチレポーターや球団の若手運営スタッフ・チアダンスチーム「ハニーズ」のメンバーが日替わりで担当するコーナーなどで構成していた。
しかし、ビーエスFOXは2019年11月14日に、2020年3月31日24時00分をもってFOXスポーツ&エンターテイメントの放送を終了することを発表した。なお、FOXスポーツ&エンターテイメントにおける福岡ソフトバンクホークス関連番組の制作や放映も、2020年1月31日で終了。同年2月1日以降は、ホークスの春季キャンプ、主催オープン戦、一・二軍主催公式戦 の放映権をスカパーJSAT（スポーツライブ+）が引き継ぐ。

### 2014年までの放送体制
試合中継自体は2012年までと同様に球団製作中継映像を使用し、制作会社やキャスティングなどもおおむね引き継ぐ（2012年シーズンはロッテ戦・オリックス戦はJ SPORTS、ソフトバンク戦は日テレプラスで放送）。そのため一軍戦中継では、FOX SPORTS ジャパンは製作著作の権利は所持していない。ただし中継テロップは3球団共通で、アメリカFOX SPORTSのMLB中継「MLB on FOX」のテロップデザインを日本向けにアレンジしたものを採用している（他媒体に配信する球団製作中継映像にも使用されている）。
金・土・日曜日と祝日に行われる試合・並びに交流戦主催全試合で、FOXスポーツ&エンターテイメントで中継される場合は実質的なコンプレックスの体裁を取っており、
- スタジオと当日中継する試合球場を結んで放送する、試合開始前の直前情報番組「プロ野球プレゲームショー」
- 中継本編
- 最新技術を生かした解説を交えて、その日行われた全試合の結果を伝える、試合終了後のハイライト「プロ野球ポストゲームショー」

の3部構成となる。この体裁はアメリカ・FOX SPORTSが行うNFL中継「NFL on FOX」のフォーマットをモデルとして、これをプロ野球用にアレンジしたものである。2013年度はこのフォーマットに沿って毎週月曜には「プロ野球ウィークリー」、その他随時「バーニングトピックス」が放送された。
FOXなど、FOXスポーツ&エンターテイメント以外で中継する場合は「FOX SPORTSプロ野球」という題名で放送される。2013年はその場合、FOX bs238（後のFOXスポーツ&エンターテイメント）で試合の模様を1時間〜1時間半程度にまとめたダイジェスト「プロ野球ハイライト」が放送された。プロ野球ハイライトは、中継に準じた放送であるためスタジオパートはなかった。2014年はセ・パ交流戦後から、FOX系のほかのチャンネルで放送された試合から1試合をFOXスポーツ&エンターテイメントで放送日付上の当日深夜に当たる翌日0時からのディレイ放送（最大4:30まで。試合が長引いた場合部分的に編集する場合有り）を行う試合もあった。
なお、中継翌朝の「ポストゲームショー」再放送でティッカー表示される他球場のスコアテロップは、初回放送時（中継の試合終了後）のテロップを流用していた。このため、既に終了した試合でも、初回放送時点での途中経過がそのまま流れていた。
また、試合映像は原則としてパ・リーグの試合のみが配信され、セ・リーグはごく一部を除き結果の字幕だけであった。

### シーズンオフ
シーズンオフ期間中は2013・14年度は放送対象チームの主管試合の中から、解説者（アナリスト）が厳選したベストゲームの再放送を実施していた。
2015年度はレギュラーシーズン、クライマックスシリーズ公式戦のうち、ホークスが主管した試合の勝利ゲームを全試合、ノーカット再放送する「ホーム勝利試合全戦放送」、2016年度は特定の選手の活躍試合を特集した再放送や、「ホークス史伝」（福岡移転後の過去の試合中継のアーカイブ映像から特に印象に残った試合を特定のテーマに沿って放送する番組）の放送を実施していた。

### 雨天中止時などの予備番組
さらにレギュラーシーズン中でも、ホークスがビジターに出ているか、あるいはホームゲームでも屋外球場 が中止となった場合などを中心に直近のホームゲームの再放送を行ったり、前述のオフ企画だったアーカイブ放送「ホークス史伝」を実施していた。

## 放送試合数
NHK BS1及び民放キー局系BSで生放送される試合やBリーグなど他のスポーツ中継が組まれている場合は原則としてFOXスポーツ&エンターテイメントでは生中継されず、FOXムービー（プレミアム）（スカパー!プレミアムサービス、及びケーブルテレビ局）、またはスカチャン（スカパー!=110度BS・CS）で生中継する。当該試合については、FOXスポーツ&エンターテイメントにて「MIDNIGHT GAME」と題して、番組表上で当日深夜に当たる翌日未明に撮って出し（ニアライブ）での録画中継を実施する。以下の統計は、レギュラーシーズン期間中の生中継を行う試合数を掲載している。

### 2015年度以後
| チャンネル名/年度                             | 2015年度 | 2016年度 | 2017年度 |
| --------------------------------------------- | -------- | -------- | -------- |
| FOXスポーツ&エンターテイメント                | 60       | 65       | 63       |
| FOXムービー（プレミアム） スカチャン（2016-） | 12       | 8        | 9        |

## 解説者・アナウンサー

### ソフトバンク球団製作部分

#### 解説者
- 柴原洋（TVQ九州放送解説者兼）
- 坊西浩嗣
- 若菜嘉晴（福岡放送解説者兼）
- 斉藤和巳（テレビ東京・TVQ九州放送・MXテレビ<本数契約>解説者兼）
- 池田親興（フジテレビ・テレビ西日本解説者兼）
- 浜名千広（RKB毎日放送・TOKYO MX解説者兼）
- 松中信彦（福岡放送・TOKYO MX等で解説者兼）
- 加藤伸一
- 多村仁志（tvk・J SPORTS・TBSチャンネル等で解説者兼）
- 攝津正 (福岡放送等で解説者兼)
- 森福允彦 (2021年から出演。RKB毎日放送<主にRKBラジオで本数契約>解説者兼)

#### ゲスト解説者
- 上原浩治 ※2020年11月14日放送のクライマックスシリーズ第1戦に初登場。

#### アナウンサー・リポーター
- 信川竜太
- 加藤暁
- 大前一樹
- 山下末則
- 加藤じろう
- 四家秀治
- 菅野詩朗
- 石黒新平（2016年から）
- 久保俊郎（2016年から）
- 海里（みさと）（リポーター）
- ヨンヘ（リポーター）(2013年〜2018年10月6日)

## 過去の解説者・アナウンサー

### FOX SPORTS製作部分
FOX SPORTSでは専属の解説者（放送では「アナリスト」と呼称）・アナウンサーを設けている。なお試合パートは球団制作中継を使用するため、試合前後のFOX SPORTS製作パート（プレゲームショー、ポストゲームショー）のみの出演者である。
通常、FOX SPORTSが製作するパートでは、金曜は義田、土曜は石黒、日曜は近藤 が総合司会を務め、その他に解説者が日替わりで2名ずつ進行補佐を担当するというパターンをとっている。司会と解説者の掛け合いは試合の戦評・技術論から居酒屋中継的要素に至るまで幅広いものとなっている。

#### MC
- 義田貴士（スポーツライター）金曜版を担当
- 石黒新平（フリーアナウンサー）土曜版を担当
- 近藤祐司（2014年、同上）日曜版を担当

#### 解説者
- 吉井理人（メインアナリスト、北海道放送・NHKメジャーリーグ中継解説者兼）
- 石毛宏典
- 新谷博（北海道放送解説者兼）
- 仁志敏久（文化放送解説者兼。他にフジテレビに本数契約で出演）
- 角盈男
- 西村徳文（ロッテ球団製作中継解説兼〔当番組の中継パート及びTwellVで放送〕）
- 辻発彦（2013年、テレビ埼玉・NHK-BS1解説者兼）
- 本西厚博（2013年、NHK-BS1解説者兼）
- 高津臣吾（2013年、フジテレビ・ニッポン放送・J SPORTS解説者兼）
- 白井一幸（2013年、札幌テレビ放送解説者兼）
- 薮田安彦（2014年、ロッテ球団製作中継解説兼）
- 飯田哲也（2014年、ニッポン放送解説者兼。他に仙台放送に本数契約で出演）
- 石井貴（2014年、文化放送解説者兼）
- 山崎武司（2014年、ニッポン放送・東海ラジオ・東海テレビ・テレビ愛知解説者兼。他にフジテレビ・仙台放送・日本テレビ〔副音声〕に本数契約で出演）

#### フィールドアナウンサー
- 生馬アイザック（ロッテ担当 ロッテ球団製作中継のリポーター兼）
- 岡村真由（ソフトバンク担当 2014年）
- 大前一樹（オリックス担当 オリックス球団製作中継の実況・リポーター兼）

#### アナウンサー
- 丹羽真由実（2013年　現・フリーアナウンサー）[25]

### 球団製作部分

#### 解説者
| ソフトバンク戦 - 本間満（2013年） - 吉井理人 - 仁志敏久 - 若田部健一（2013年-2016年） | ロッテ戦 - 有藤通世 - 得津高宏 - 立川隆史 - 初芝清 - 小宮山悟 - 西村徳文 - 清水直行 - 薮田安彦 | オリックス戦 - 中沢伸二 - 加藤秀司 - 山沖之彦 - 山崎慎太郎 - 野田浩司 - 村上隆行 - 岡義朗 |

#### アナウンサー・リポーター
| ソフトバンク戦 - 佐藤征一 - 石黒新平 - 波佐間崇晃（2013年、2016年） | ロッテ戦 - 山田透 - 加藤暁 - 山下末則 - 清水久嗣（ニッポン放送） - 松下賢次 - 谷口広明 - 石原敬士 - 小笠原聖（2013年のみ） - 松井みどり（リポーター） - 生馬アイザック（リポーター） | オリックス戦 - 濱野圭司 - 大前一樹 - 馬場鉄志 - 波佐間崇晃（リポーター 2014年 ） - 青沼稔（リポーター） - 吉藤律子（リポーター） - 友松純（リポーター） - このほか、関西テレビ、ABCなど関西地上波民放のアナウンサーが実況を担当する事も多い。 |

## テーマ曲

### FOX SPORTS製作部分
- 「Fox Sports Football Theme」（「NFL on FOX」のテーマ曲）

### 球団製作部分
ロッテ戦（-2014年）
- 「千葉、心つなげよう」 千葉ロッテマリーンズ

ソフトバンク戦
- オープニングテーマ
  - 2013年「ユメミルチカラ」 THE イナズマ戦隊
  - 2014年「BEAT」ザ・ビートモーターズ
  - 2015年「Seize the Chance」 斉藤秀翼
  - 2016年「WALK ON AIR」さかいゆう
  - 2017年「ジャーニー」シナリオアート
- エンディングテーマ：「勝利の空へ」 藤井フミヤ

オリックス戦（-2014年）
- 「Fox Sports Football Theme」

ソフトバンク戦でも、CM前のジングルでは「Fox Sports Football Theme」を使用している。